# 아르투르 조르즈
아르투르 조르즈 브라가 멜루 테이세이라(포르투갈어: Artur Jorge Braga Melo Teixeira, 1946년 2월 13일~2024년 2월 22일)는 포르투갈의 전 축구 선수, 전 축구 감독으로 선수 시절 포지션은 스트라이커였다.

## 클럽 경력
주니어 선수로서 아르투르 조르즈는 FC 포르투의 주니어 팀에서 시작했다. 프로 선수로서 그는 아카데미카 드 코임브라와 벤피카에서 뛰었고 1977-78 시즌에 벨레넨스스에서 경력을 마쳤다. 그는 또한 로체스터 랜서스를 통해 북미 축구 리그에 참여했다. 코임브라에서 뛰는 동안 조르즈는 코임브라 대학교 문학부 학생이었으며 벤피카에서 뛰는 동안 1975년에 리스본 대학교에서 게르만 철학을 전공했다. 선수로서 그는 4번의 포르투갈 리그 우승, 2번의 타사 드 포르투갈(Taça de Portugal) 컵, 2번의 실버 부츠를 획득하여 최고의 골잡이가 되었다. 그는 선수 생활 중 5번의 무릎 수술을 받았는데, 이것이 선수 생활 말기 능력 저하의 원인 중 하나로 꼽힌다.

## 감독 경력
FC 포르투를 이끌며 1986-87시즌 유로피언 컵 결승에서 바이에른 뮌헨을 꺾고 우승을 차지하는 파란을 일으켰으며, 프랑스로 건너와서는 파리 생제르맹 FC를 이끌며 1994년 리그 앙 우승을 이뤄내어 전성기의 초석을 닦은 명감독으로 평가받는다. 그러나 1990년대 중반 이후 이전만큼의 눈에 띄는 성과를 거두지 못해 메인스트림 축구계에서 잊혀졌다.

## 수상

#### FC 포르투
- 프리메이라리가 : 1984-85, 1985-86, 1986-87, 1989-90
- 수페르타사 칸디두 데 올리베이라 : 1984, 1986, 1990
- 타사 데 포르투갈 : 1990-91
- 유로피언컵 : 1986-87

#### 파리 생제르맹
- 디비시옹 1 : 1993-94
- 쿠프 드 프랑스 : 1992-93

### 개인
- 프리메이라리가 득점왕 : 1970-71, 1971-72
- 타사 데 포르투갈 득점왕 : 1966-67